# Rocko
A Rocko (néha Rocko modern élete, eredeti címén Rocko's Modern Life) egy amerikai rajzfilmsorozat, melyet Joe Murray készített a Nickelodeon részére 1993 és 1996 között. A történet főszereplője egy emberszabású wallaby, akinek mindennapi nehézségekkel teli életét mutatják be a kitalált O-Városban. A főbb szerepekben látható még Melák, a falánk ökör, Filburt, a neurotikus teknős, és Rocko hűséges, de buta kutyája, Szafaládé. Bemutatásakor a sorozat kissé eltért a Nickelodeon akkori rajzfilmjeitől, mert akárcsak a Ren és Stimpy Show, számos, felnőtteknek szóló poént és szatirikus társadalomkritikai mozzanatot is tartalmazott. A rajzfilmet készítő stáb később a Spongyabob Kockanadrág készítésébe vágott bele.
A Nickelodeon sugározta, a csatorna magyar változatában 1998-2004 között futott ismétlésekkel. Különkiadása, a "Ragaszkodás", 2019. augusztus 9-én debütált a Netflixen, magyar felirattal.

## Megalkotása
Rocko alakja először a nyolcvanas évek végén bukkant fel Murray Travis című képregényében, a többi szereplő pedig még csak egyszerű skicc volt. Habár Murray nem nagyon szerette a rajzfilmeket, egy saját filmjének, a My Dog Zero-nak a finanszírozása céljából kénytelen volt pénzt szerezni, így mutatta be a Rocko alapjait a Nickelodeonnak, akik el voltak ragadtatva tőle. A csatorna ekkoriban nemcsak gyerekeknek szóló műsorokat szeretett volna bemutatni, hanem az idősebb közönséget is szerette volna megszólítani.
Rocko karaktere Murray egyik állatkerti látogatásakor született meg, amikor megfigyelte, hogy egy wallaby mennyire oda sem figyel a körülötte kialakult káoszra A pilot epizód a Szivomatik szívbaj lett volna, de végül helyette a Szemétőrület készült el legelőször.
Az eredeti koncepció szerint, és a pilot epizódban is, Rocko sárga színű lett volna. Egy játékgyártó cég jelezte a Nickelodeonnak, hogy szívesen gyártanának merchandise termékeket, azonban jelezték, hogy van egy másik rajzfilmkarakter, amely szintén sárga színű, és "rengeteg pénzt hoz a konyhájukra", ezért ragaszkodtak a színváltoztatáshoz. Murray átrajzolta Rockót bézsre, ám eddigre a játékgyártó cég már kihátrált a megállapodásból, így a színcserének nem volt semmi értelme. Ekkoriban a sorozat egyik tervbevett címe a The Rocko Show lett volna.
1992 novemberében, két hónappal az első évad munkálatainak megkezdése előtt Murray első felesége öngyilkosságot követett el. Ez megviselte a férfit, aki felesége halála egyik okának is a sorozatot jelölte meg. Eredetileg úgy gondolta, hogy a műsor egy évadot fog megélni, ezért meglepetésként érte 1993 végén a második évad berendelése.
A harmadik évad után Murray hátrébb lépett és átadta a stafétabotot Stephen Hillenburgnek. Azt tervezte, hogy a negyedik évad után teljesen ott is hagyja a sorozatot, de erre már nem volt szükség, mert a Nickelodeon nem rendelt be több évadot.
A sorozat a Joe Murray Productions és a Games Animation közös munkájával készült. Mivel a Nickelodeonnak nem volt animációs stúdiója, ezért más stúdiókkal kötött megállapodást a gyártásra. Ám a Ren és Stimpy Show készítőjével, John Kricfalusival való incidensek után a Nickelodeon nem bízott a saját partnereiben, és inkább a saját, Games Animation cégére bízta a gyártást.
A sorozatnak két különböző főcímdala volt. A második évadtól kezdve használták az újabbat, amelyet Kate Pierson és Fred Schneider adtak elő a The B-52's együttesből.
Az 1996 végén bemutatott "Utazás a jövőbe" című epizódot bár nem utolsóként vetítették le, de ezzel ért véget a sorozat. Ebben a szereplők sorsa kérdésessé vált, miután egy hatalmas rakétával szándékukon kívül elhagyták a Földet. A 2019-es "Ragaszkodás" című különkiadásban aztán visszaérkeznek, hogy a XXI. század kihívásaival szembesüljenek.

## A sorozat világa
A sorozat mindegyik szereplője emberi tulajdonságokkal felruházott állat, akiknek jelentős többsége bír valamilyen szintű mentális zavarral. A kitalált O-város, a történet helyszíne valahol a Nagy-tavak mellett található.A legtöbb helyszín nevébe is bekerült az O-betű, azért, hogy erősítse a benyomást az uniformizáltsággal kapcsolatban.

## Helyszínek
A sorozat helyszínei mind-mind a kitalált O-Városban találhatóak, többnyire szintén O-betű hozzáadásával (bár egy a magyar változatban nem látszik meg annyira). Murray szerint ez azért van, mert rengeteg vállalkozás használja nevében az O betűt nyomatékosításképp. A főbb helyszínek magyar és angol nevükön:
- Fojtogató Csirke/Csocsi Csirke (Chokey/Chewy Chicken): a főszereplők kedvenc gyorsétterme, ahol főként csirkéből készült gyorsételeket lehet kapni. Több szálon kapcsolódik a sztorihoz: dolgoznak és esznek is itt a szereplők. A helyszín nevét azért cserélték le a sorozatban, mert az első elnevezés a maszturbálásra is utal az amerikai szlengben.
- Conglom-O: egy nagyvállalat, amelynek hatalmas a befolyása. Vezérigazgatója Mr. Dupette. A cégnek nincs meghatározott profilja, valószínűleg számtalan terméket és szolgáltatást kínál. Jelmondata: "A miénk vagy". Logója egy Martinis pohár, benne egy olívabogyóval.
- Pokol (Heck): a hely, ahová a kárhozott lelkek kerülnek. Vezére Őszibarack, az ördög paródiája. A pokolról nem sokat tudni, annyi biztos, hogy odalent nincs távirányító.
- Holl-O-Wood: Hollywood paródiája, itt készül a Hájfejűék című rajzfilm.
- Majdnem Rengeteg Képregény (Kind Of A Lot-O-Comics): egy képregényüzlet, ahol Rocko dolgozik. Főnöke Mr. Szmötyi.

## Epizódok
| Évad | Évad        | Epizódok    | Szegmensek  | Eredeti vetítés      | Eredeti vetítés    | Eredeti adó |
| Évad | Évad        | Epizódok    | Szegmensek  | Első rész            | Utolsó rész        | Eredeti adó |
| ---- | ----------- | ----------- | ----------- | -------------------- | ------------------ | ----------- |
|      | Pilot       | Pilot       | Pilot       | 1992. október 29.    | 1992. október 29.  |             |
|      | 1           | 13          | 26          | 1993. szeptember 18. | 1994. január 2.    |             |
|      | 2           | 13          | 23          | 1994. szeptember 24. | 1995. március 12.  |             |
|      | 3           | 13          | 25          | 1995. október 22.    | 1996. április 21.  |             |
|      | 4           | 13          | 26          | 1996. július 8.      | 1996. november 24. |             |
|      | Ragaszkodás | Ragaszkodás | Ragaszkodás | 2019. augusztus 9.   | 2019. augusztus 9. |             |

## Szereplők
| Szereplő                 | Eredeti hang                | Magyar hang                                   | Leírás |
| ------------------------ | --------------------------- | --------------------------------------------- | --- |
| Rocko                    | Carlos Alazraqui            | Cseke Péter                                   | A sorozat főszereplője. Fajtája wallaby, de gyakran összetévesztik a kenguruval, sőt hódnak vagy menyétnek is nézik. Egy képregényboltban dolgozik, és ausztrál emigránsként igyekszik megalapozni az életét. Mindig ugyanazt a kék inget hordja lila háromszögekkel. Hobbija a légkalapács.           |
| Szafaládé (Szafi)        | Carlos Alazraqui            | saját hangján                                 | Rocko kutyája. Meglehetősen buta jószág, és rengetegszer keveredik bajba. Két parazita lakja: Gyűrűsféreg és Bolha, akik külön szereplői a rajzfilmnek. |
| Melák (Heffer) Wolfe     | Tom Kenny                   | Harsányi Gábor                                | Rocko legjobb barátja, fajtáját tekintve ökör, bár rendszeresen tehénnek nevezik. Alapjáraton munkanélküli, de rengeteg alkalmi munkát vállal, annak ellenére, hogy meglehetősen lusta. További érdekesség, hogy farkasok nevelték fel, de érdekes módon neki sosem em tűnt fel, hogy örökbe fogadták. |
| Remek Remek Böszöm Manus | Tom Kenny                   | Vass Gábor                                    | Egy szuperhős, aki képregényekben jelenik meg, de O-Városban is rendszeresen felbukkan. Superman paródiája. Későbbi részekben Roppant Böhömként is hivatkoznak rá. |
| Őszibarack               | Tom Kenny                   | Kőszegi Ákos                                  | A Pokol ura, aki furcsa egy szerzet. Többnyire fekete csuha alá rejti magát, a fejét pedig csuklya borítja, amiből csak a szeme látszik ki. Ha leveszi, jól látható gonosz ábrázata, és hogy a fején tehéntőgyek vannak, melyekből alkalomadtán spriccel a tej.                                        |
| Mr. Szmötyi              | Tom Kenny                   | Csurka László (egy epizódban Várkonyi András) | A Majdnem Rengeteg Képregény üzlet tulajdonosa. Mogorva és ki nem állhatja, ha valaki vásárlás nélkül olvasgat a boltban. Rockót rendszerint nehéz feladatok elé állítja. Hajában csavarók vannak, melyeket, ha ideges, általában kilő. Bár a szomszéd házban lakik, mindig kocsival jár dolgozni.     |
| Flecko                   | Tom Kenny                   | Breyer Zoltán                                 | Egy idegesítő légy, aki gyakran keveredik összetűzésbe Rockóval. |
| Filburt                  | Doug Lawrence               | Háda János (egy epizódban Imre István)        | Egy hipochonder teknős, aki kezdetben csak háttérszereplő volt. Egy lakókocsiban él, pénzét többnyire üres üvegek visszaváltásával keresi, és imádja a szószokat. Bár elég beteges jellem, nagyszerű énekes. Az egyetlen a három barát közül, aki megnősül, sőt gyerekei is születnek.                 |
| Nagyfejű Ed              | Charles Adler               | Uri István                                    | Rocko szomszédja, fajtája béka. Eléggé barátságtalan személy. A Conglom-O-nál dolgozik, konkrét beosztása nincs, mindig ott van, ahol épp kell. Vállalkozásaiban balszerencse kíséri. |
| Nagyfejű Bev             | Charles Adler               | Beregi Péter                                  | Ed felesége. Jóval barátságosabb, mint férje, a szomszédokkal is türelmesebb. Különleges szokása, hogy ha férjével romantikázni akar, röptében töri össze az eldobott tányérokat a nyelvével. |
| George Wolfe             | Charles Adler               | Varga Tamás                                   | A Wolfe család feje, aki igyekszik rövid pórázon tartani a családtagokat, leginkább kevés sikerrel. |
| Hiram Wolfe              | Charles Adler               | Komlós András                                 | Melák nagyapja, egy tolószékkel közlekedő szenilis idős farkas, aki csak pépeset tud enni. Rossz látása miatt Rockót hódnak hiszi és nem szíveli. |
| Mr. Dupette              | Charles Adler               | Breyer Zoltán                                 | A Conglom-O vezérigazgatója, akinek fura szokása, hogy az orrát túrja, vagy túratja beosztottaival. |
| Hájfejűék                | Charles Adler               | Garai Róbert Imre István                      | Rajzfilmfigurák, Nagyfejű Ed és Bev paródiái |
| Gladys, a vízlió         | Charles Adler               | Némedi Mari                                   | Egyes jelenetekben bukkan fel, amikor Rocko véletlenül félreérthető helyzetbe kerül vele. Ilyenkor férfihangon mindig azt mondja neki: "Hogy van bátorságod?". A "Csengőbetyárok" című epizódban kap egyedül főszerepet.                                                                               |
| Nagyfejű Ralph (Rachel)  | Joe Murray                  | Melis Gábor                                   | Nagyfejű Ed és Bev egyetlen gyermeke, rajzfilmkészítő és művész, a Hájfejűék megalkotója. A "Ragaszkodás" különkiadásban transzneműként coming outolt. |
| Virginia Wolfe           | Linda Wallem                | Menszátor Magdolna                            | Virginia, Melák nevelőanyja, barátságosabb jellem, de amihez csak hozzáér, tönkremegy. |
| Dr. Paula Hutchinson     | Linda Wallem                | Náray Erika                                   | Filburt felesége, orvos, többféle praxisban. |
| Gyűrűs és Bolha          | Carlos Alazraqui, Tom Kenny | Holl Nándor, Melis Gábor                      | Szafi élősködői, pár epizódban szerepeltek, kabarétréfákba illő jelenetekben. |
| Leon és Chuck Chameleon  | Carlos Alazraqui, Tom Kenny | Rudas István, F. Nagy Zoltán                  | Két kaméleon, akik mindenféle extrém vállalkozásokat vezetnek. |
| Earl                     |                             |                                               | Egy kísérleti vadkutya, akit Nagyfejű Bev befogad, bár Ed utálja. Earl rendszeresen terrorizálja Edet és a szomszédságot is. |

- További magyar hangok: Albert Gábor, Beratin Gábor, Bicskey Lukács, Bognár Tamás, Csík Csaba Krisztián, Csőre Gábor, Csuha Lajos, Galbenisz Tomasz, Gyürki István, Haffner Anikó, Hankó Attila, Kardos Gábor, Katona Zoltán, Kárpáti Tibor, Koroknay Simon Eszter, Németh Gábor, Orosz István, Pathó István, Pethes Csaba, Salinger Gábor, Seszták Szabolcs, Sz. Nagy Ildikó, Szokol Péter, Szűcs Sándor, Végh Ferenc, Wohlmuth István, Zakariás Éva, Zágoni Zsolt

## Kritikák
A sorozat híressé vált a különféle állatfajokhoz kapcsolódó humoráról. Felnőtteknek szóló komikuma miatt nézőinek egyötöde stabilan a felnőtt korosztályból került ki. Nekik szóló poén például, amikor az "Álláskeresőben" című epizódban Rocko telefonos operátornak megy el dolgozni, de nyilvánvalóvá válik, hogy amit csinál, szextelefon. Hasonló ehhez Nagyfejűék szexuális perverziója a tányérok törésével, mely először a "Békaugrás" című epizódban volt látható, és az Egyesült Államokban később nem is nagyon vetítették – a részben Nagyfejű Bev folyamatosan próbálja elcsábítani Rockót. Ugyancsak kihagyták a vetítésekből a "Melák a kosárban" című részt, amelyben Melák el akarta adni a lelkét. Később mindkét epizódot újra műsorra tűzték a Nicktoons-on. "A jó, a rossz, és a wallaby" című részben Melák magára erősít egy fejőgépet, annak ellenére, hogy ő egy ökör, és szemmel láthatóan élvezi a dolgot – noha azt, hogy épp önkielégít, nem látjuk a képernyőn. Ezt a részt, és a berendezéstől való epizód végi búcsúját kivágták Amerikában.
Két esetben azonnali cenzúrázás történt, és nem utólagos. Az első, a "Meggondolatlan utazás" című rész, ahol a "Ne Mondd El Motelben" száll meg Rocko és Melák, ami egyértelműen egy szerelmi fészek, és bejelentkezésükkor a recepciós is feltételezi, hogy ők ketten együtt vannak. A másik a "Kemping" című rész, ahol Rocko bogyószedés közben véletlenül herén csíp egy medvét a bokorban. Ezek eleve már csak Amerikán kívül kerültek levetítésre. Később erre a sorsra jutott "Az ostobaság völgye" című epizódból egy pár másodperc, amelyikben Szal Ámi üti Sonka Betty fejét egy telefonnal. Maszturbálásra való áthallás miatt cserélték le a Fojtogató Csirke (Chokey Chicken) étteremlánc nevét Csocsi Csirkére (Chewy Chicken) a későbbi évadokban, habár a netflixes "Ragaszkodás" különkiadásban visszakapta az eredeti nevét.
A "Tréfacsinálók" és "Az anyaságig" című dupla epizódot az amerikai Nickelodeon sosem adta le, mert a "Tréfacsinálókban" Melák a magára kötött rakétával öngyilkosságot kísérel meg, míg a második epizód szexualitását túlzottan bizarrnak találták.

## Fordítás
- Ez a szócikk részben vagy egészben  a   Rocko's Modern Life című angol Wikipédia-szócikk ezen változatának fordításán alapul.  Az eredeti cikk szerkesztőit annak laptörténete sorolja fel. Ez a jelzés csupán a megfogalmazás eredetét és a szerzői jogokat jelzi, nem szolgál a cikkben szereplő információk forrásmegjelöléseként.

## Forráshivatkozások
1. ↑  https://twitter.com/NickRewind/status/1151114646767771649
2. ↑  Joe Murray Studio - Rocko's Modern Life. web.archive.org, 2011. február 6. [2011. február 6-i dátummal az eredetiből archiválva]. (Hozzáférés: 2024. január 1.)
3. ↑  Allan Neuwirth: Makin' toons : inside the most popular animated TV shows and movies. Internet Archive.  2003.  ISBN 978-1-58115-269-2 Hozzáférés: 2024. január 1.
4. ↑  Rocko’s Modern Life: Season One (angol nyelven). The A.V. Club, 2011. július 6. (Hozzáférés: 2024. január 1.)
5. ↑  You are being redirected.... www.animationmagazine.net. (Hozzáférés: 2024. január 1.)
6. ↑  The Rocko's Modern Life FAQ - Trivia. www.title14.com. (Hozzáférés: 2024. január 1.)
7. ↑  Joe Murray’s Journal: » June 16, 2008. web.archive.org, 2008. június 29. [2008. június 29-i dátummal az eredetiből archiválva]. (Hozzáférés: 2024. január 1.)
8. ↑  News from Joe Murray Studio and Garden Box Entertainment (amerikai angol nyelven). Joe Murray Studio. (Hozzáférés: 2024. január 1.)
9. ↑  Tall Tale Features / Tall Tale Radio - Episode 124 – Joe Murray. web.archive.org, 2011. július 12. [2011. július 12-i dátummal az eredetiből archiválva]. (Hozzáférés: 2024. január 1.)
10. ↑  Murray, Joseph David "Joe": Rocko's Modern Life - Apple TV (amerikai angol nyelven). Apple TV, 1993. szeptember 18. (Hozzáférés: 2024. január 1.)
11. ↑  Screen Junkies - YouTube. www.youtube.com. (Hozzáférés: 2024. január 2.)
12. ↑  Archivált másolat. [2013. január 31-i dátummal az eredetiből archiválva]. (Hozzáférés: 2024. január 2.)
13. 1 2  Scibelli, Anthony: The 6 Creepiest Things Ever Slipped Into Children's Cartoons (angol nyelven). Cracked.com, 2010. augusztus 6. (Hozzáférés: 2024. január 2.)
14. ↑  censored. my.ohio.voyager.net. (Hozzáférés: 2024. január 2.)
15. ↑  Archivált másolat. [2011. július 19-i dátummal az eredetiből archiválva]. (Hozzáférés: 2024. január 2.)

## Külső hivatkozások
- Hivatalos oldal
- Rocko a PORT.hu-n (magyarul)
- Rocko az Internet Movie Database-ben (angolul)
- Rocko a Rotten Tomatoeson (angolul)
- Rocko a Box Office Mojón (angolul)